# سسک گلوآتشی
سسک گلوآتشی (نام علمی: Oreothlypis gutturalis) نام یک گونه از خانواده چرخ‌ریسکیان است.